# 금릉초등학교 (경북)
금릉초등학교는 대한민국 경상북도 김천시 삼락동에 있는 공립 초등학교이다.

## 학교 연혁
- 1926년 5월 25일 금릉공립보통학교 개교
- 1938년 4월 1일 교명 변경[1] (금릉공립심상소학교)
- 1941년 4월 1일 교명 변경[2] (금릉공립국민학교)
- 1981년 3월 2일 병설유치원 개원(1학급)
- 1982년 3월 1일 특수학급 개설(1학급)
- 1996년 3월 1일 금릉초등학교로 교명 변경[3]
- 2003년 9월 25일 푸른꿈 도서관 개관
- 2006년 11월 22일 후관 교사 준공
- 2010년 3월 12일 다목적 강당 준공
- 2011년 4월 7일 그린스쿨 조성
- 2016년 8월 30일 창의마루(과할실) 리모델링 개관
- 2021년 2월 10일 제92회 졸업생 총7,529명 배출
- 2021년 3월 1일 제31대 곽칠희 교장 부임
- 2021년 3월 1일 초등 16학급, 특수 1학급 편성

## 학교 상징
- 교화 - 목련 : 목련은 이른 봄 일찍 피는 꽃이며 잎이 나오기도 전에 꽃부터 아름답게 피며 우아하고 향기가 강한 특징을 가진 꽃으로 목련의 우아한 모습은 금릉 어린이가 가꾸어 나갈 성품을 상징한다.
- 교목 - 향나무 : 무궁화는 결백한 거래의 얼과 바른 새악을 한결같이 지켜가는 조화로운 학생을 뜻하고 무궁화 안에 학교 이름을 넣어 금릉초등학교의 무궁한 발전을 상징한다.

## 참고 자료
- 금릉초등학교 - 한국교육학술정보원 학교알리미